# オーストラル語
オーストラル語（オーストラルご）は、オーストロネシア語族ポリネシア諸語東ポリネシア諸語タヒチ諸語に属する言語である。フランス領ポリネシアのオーストラル諸島で話されている。オーストラル諸島での使用言語は、オーストラル語からタヒチ語への移行が進行中である。